# تریبرگ ایم شوارزوالد
شهر تریبرگ ایم شوارزوالد (به آلمانی: Triberg im Schwarzwald) در ایالت بادن-وورتمبرگ در کشور آلمان واقع شده‌است.

## نگارخانه

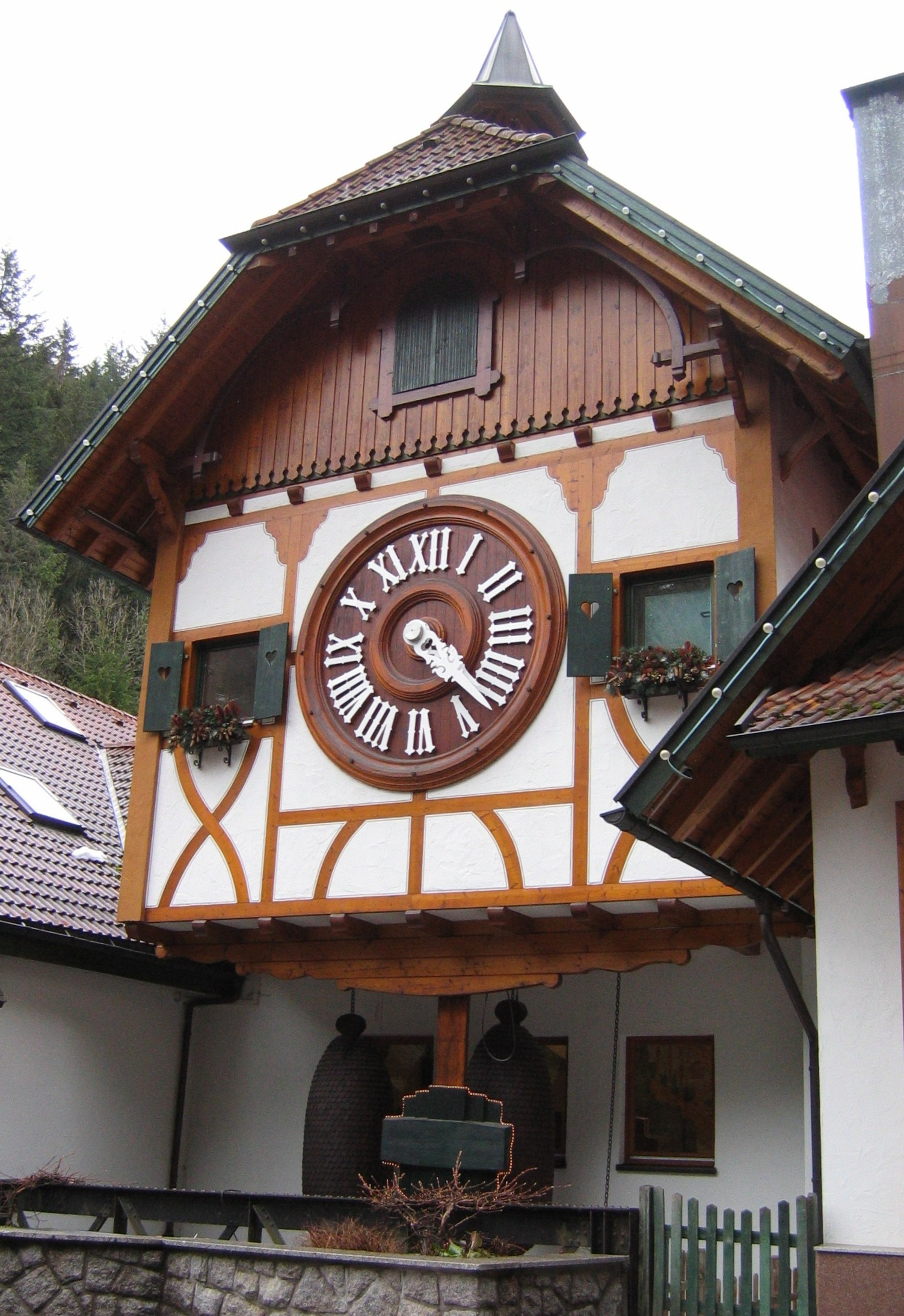
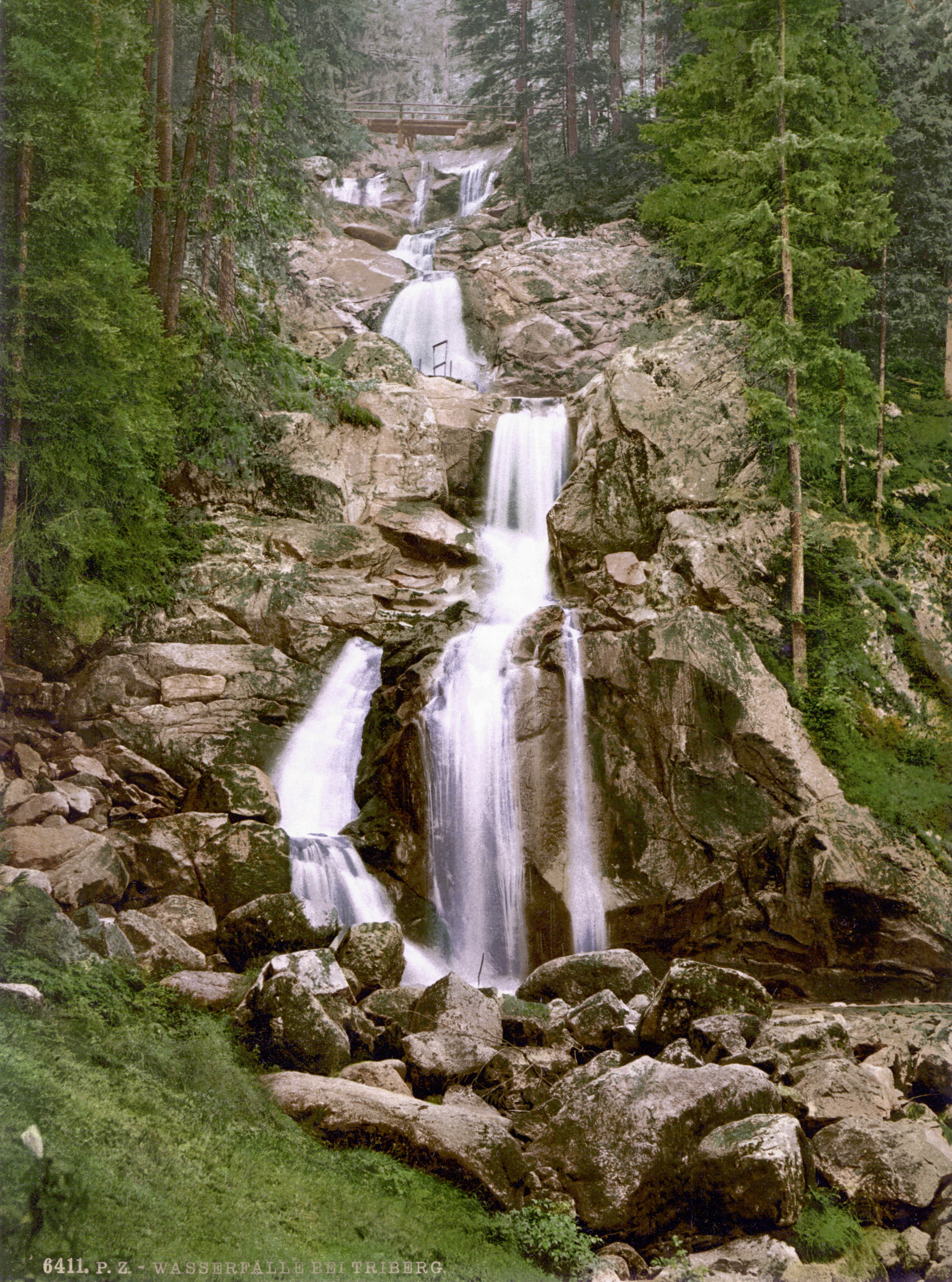
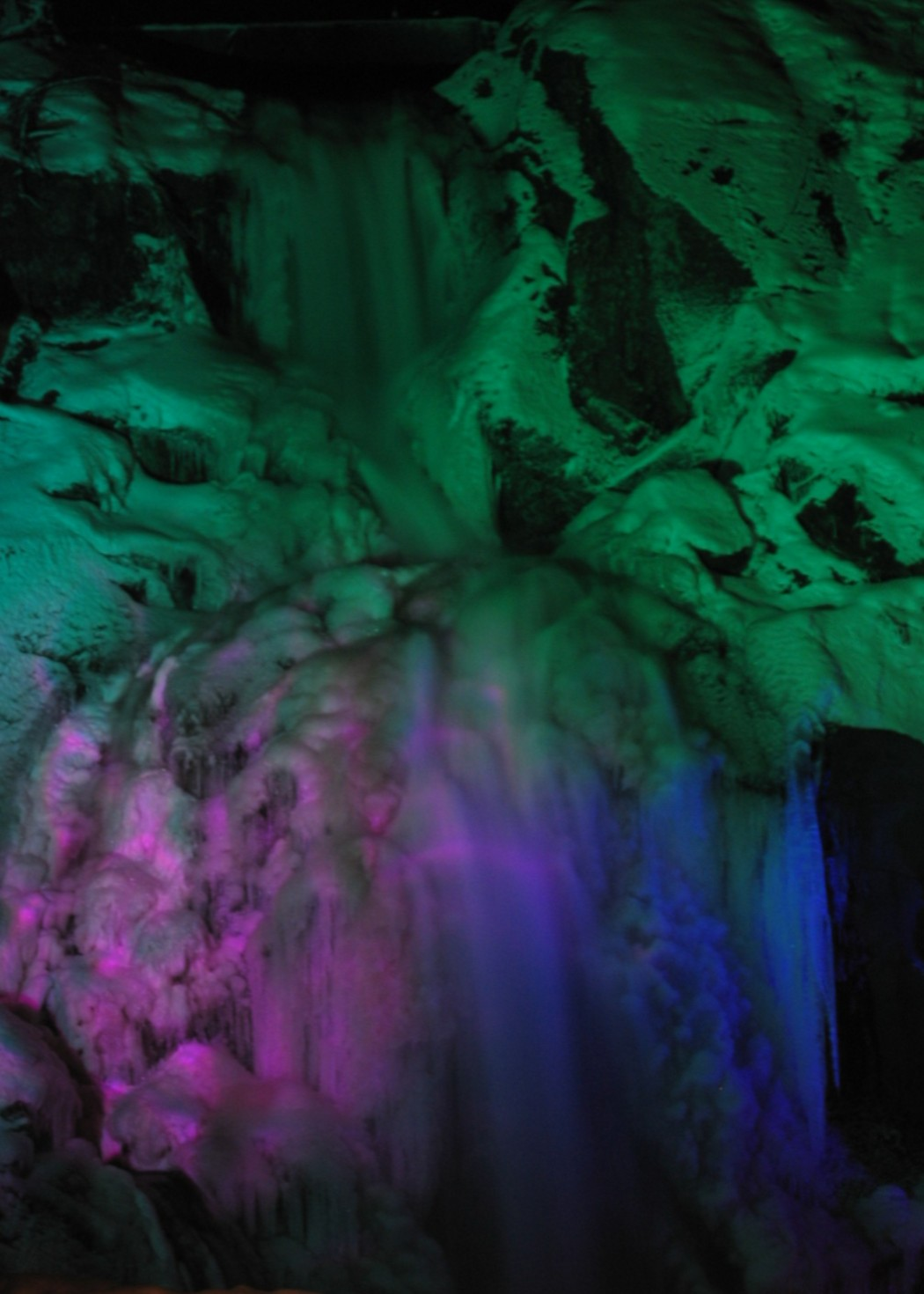